# 天目紫茎
天目紫茎（学名：Stewartia gemmata），为山茶科紫茎属下的一个植物种。